# Municipio 12 (condado de Pratt)
El municipio 12 (en inglés: Township 12) es un municipio ubicado en el condado de Pratt en el estado estadounidense de Kansas. En el año 2010 tenía una población de 917 habitantes y una densidad poblacional de 2,85 personas por km².

## Geografía
El municipio 12 se encuentra ubicado en las coordenadas 37°36′45″N 98°38′35″O / 37.61250, -98.64306. Según la Oficina del Censo de los Estados Unidos, el municipio tiene una superficie total de 321.79 km², de la cual 321.12 km² corresponden a tierra firme y (0.21%) 0.66 km² es agua.

## Demografía
Según el censo de 2010, había 917 personas residiendo en el municipio 12. La densidad de población era de 2,85 hab./km². De los 917 habitantes del municipio 12, el 96.95% eran blancos, el 0.65% eran afroamericanos, el 0.87% eran amerindios, el 0.11% eran asiáticos, el 0.65% eran de otras razas y el 0.76% pertenecían a dos o más razas. Del total de la población el 2.18% eran hispanos o latinos de cualquier raza.